# جرج یول (زبان‌شناس)
جرج یول (انگلیسی: George Yule؛ زاده ۲۰ مارس ۱۹۴۷) زبان‌شناس اسکاتلندی-آمریکایی است. وی برای کارهایش بر روی کاربردشناسی و تحلیل گفتمان شناخته شده است. او مؤلف چندین کتاب از انتشارات دانشگاه آکفورد از جمله تمرکز روی زبان‌آموز (Focus on the Language Learner) و کاربردشناسی (Pragmatics) است.

## زندگی
جرج یول در سال ۱۹۴۷ در استیرلینگ، اسکاتلند زاده و در سال ۲۰۰۰ شهروند آمریکا شد. وی هم‌اکنون در هاوایی زندگی می‌کند. وی در دانشگاه ادینبرو تحصیل کرده‌است.